# Alberto Aiardi
Alberto Aiardi (Pistoia, 14 dicembre 1935 – Teramo, 8 giugno 2012) è stato un politico italiano.

## Biografia
È stato deputato per alla Camera con la Democrazia Cristiana per cinque legislature, dal 1972 al 1992. Vicino alla corrente "Nuove Cronache" di Amintore Fanfani e Lorenzo Natali, da dicembre 1982 a luglio 1987 è stato sottosegretario di stato al Ministero del bilancio e della programmazione economica per quattro governi consecutivi.